# Andrija Radulović (poeta)
Andrija Radulović  (Cirílico: Aндрија Радуловић) (Podgorica, 3 de febrero de 1970) afamado poeta, ensayista, crítico literario y traductor de ruso montenegrino. 
Estudió historia en la facultad de filosofía de la Universidad de Montenegro, y magisterio en la Universidad de Novi Sad (Serbia).
Vive en Podgorica, donde trabaja como maestro y es editor de dos revistas literarias: “Squaire” y “Literary writings”.

## Premios
- I nagrada Vidovdanskog sajma knjiga, Podgorica, Montenegro, 2003
- Gramota, Sofía, Bulgaria, 2003
- Nosside,(UNESCO, World Poetry Directory), Regio Calabria, Italia, 2005
- Aninoasa, Trgoviste, Rumania 2006
- Božidar Vuković Podgoričanin, Podgorica, Montenegro 2008
- Kočićevo pero, Banja Luka, Bosnia y Herzegovina, 2008
- Zlatna značka KPZ Srbije, Belgrado, Serbia 2008
- Vukova povelja, Loznica, Serbia, 2008
- Marko Miljanov, Podgorica, Montenegro, 2009
- Золотое перо Руси, Moscú, Rusia, 2009
- Naji Naaman, Líbano, 2010

## Obra
- Pogled s mosta, Podgorica, 1994
- Znak u pijesku, Herceg Novi, 1995
- Ponoć na Donu, Podgorica, 1997
- Ognjeno rebro, Andrijevica, 1998
- Riječ sa juga – Слово с Юга, Podgorica, 2000
- Anđeo u pšenici, Podgorica, 2002
- Sniježna azbuka, Podgorica, 2007
- Zvono, Podgorica, 2008
- Bivše kraljevstvo, Podgorica, 2010